# Esfondrament d'un supermercat a Riga
El sostre d'un supermercat de la cadena Maxima situat al barri de Zolitūde, a Riga (Letònia) s'esfondrà el 21 de novembre de 2013 a les 17:41 (hora local), deixant un balanç de 54 morts i 55 ferits.
Fou la pitjor catàstrofe a Letònia des de 1950, quan el vaixell de vapor Maiakovski s'enfonsà a Riga, matant 147 persones.

## Visió general de l'edifici
L'edifici fou acabat el 3 de novembre de 2011. El disseny arquitectònic fou a càrrec de Zane Kalinka i Andris Kalinka des de l'estudi d'arquitectura local del KUBS. Fou desenvolupat per Homburg Valda i construït per l'empresa Re&Re. Diversos mesos abans de la seva obertura es produí un incendi en el supermercat del qual tothom en sortí il·lès. En el moment de l'esfondrament hi havia obres en la construcció del lloc, també per Re&Re. L'àrea del supermercat era de 4.750 km² i el cost de la construcció al voltant d'1,4 M €.

## Reaccions
El President de Letònia Andris Bērziņš declarà el dissabte, diumenge i dilluns següents dies de dol i envià condolences a Armènia per la mort d'un dels seus ciutadans.
L'alcalde de Riga Nils Ušakovs indicà que l'edifici seria demolit i que un memorial seria construït al lloc dels fets.
Els representants de Maxima Letònia expressaren les seves condolences a les famílies dels difunts. Després d'una reunió d'urgència, el consell d'administració de Maxima decidí que hi hauria controls efectuats a totes les botigues de la cadena.